# Аксьонова Любов Павлівна
Любов Павлівна Аксьонова, до шлюбу Новікова (нар. 15 березня 1990, Москва, СРСР) — російська акторка театру, кіно, телебачення.
Фігурантка бази даних центру «Миротворець» (учасниця зйомок серіалу «Ці очі навпроти» (2015, реж. Сергій Комаров) на території окупованого РФ Криму).

## Біографія
Народилася 15 березня 1990 року в Москві в родині військового. 
Після закінчення школи вступила в РАТІ-ГІТІС, навчалася в майстерні А. В. Шейніна, закінчила інститут у 2010 році. Дебютувала в якості акторки в 2009 році, знявшись у кількох серіях серіалів «Детективи» і «Слід». У 2011 році, знялася в телесеріалі «Універ. Нова общага». У тому ж 2011 році після зйомок у серіалі «Закрита школа», де виконувала одну з ключових ролей, акторка стала популярною і затребуваною. У 2012 році зіграла одну з головних ролей у художньому фільмі «Оповідання», який відкрив їй дорогу у велике кіно. У 2013—2014 роках актриса знялася в головних ролях у фільмах «Грішник» (реж. Д. Константинов), «Москва ніколи не спить» (реж. Д. О'Райллі), а також у ряді телесеріалів, серед яких «Обіймаючи небо» (реж. М. Фадєєва) і «Інквізитор» (реж. Ю. Мороз).
У 2014 році зіграла одну з головних ролей у фільмі «Любить не любить», де її партнерами на знімальному майданчику стали Світлана Ходченкова і Максим Матвєєв. У 2015 році Любов була запрошена до зйомок продовження телесеріалу «Вижити після».
У 2016 році вона взяла участь у трьох відомих проєктах, а також у фільмі «Нічні варти» і телесеріалах «Мажор 2», «Колишні» (реж. В. Китаєв).
У 2017 році зіграла у фільмі «Салют-7». В 2018—2019 роках серед її робіт можна відзначити ролі у фільмах «Без мене», «За межею реальності», «Кома», а також в телесеріалах «Мажор 3» і «Колишні 2».

## Особисте життя
З 2013 року одружена з продюсером і режисером Павлом Аксьоновим, з яким побралася через три місяці після знайомства. У 2018 році дала інтерв'ю Юрію Дудю, де серед іншого розповіла про те, що у неї є інтернаціональний агент, який «пропонує» її для зйомок в європейському і американському кіно. Так, вона пробувалася на роль у фільм «Kingsman: Золоте кільце» і телесеріал «Гострі дашки», але не пройшла.
У 2018 році номінувалася на професійний приз Асоціації продюсерів кіно і телебачення в галузі телевізійного кіно як краща акторка другого плану.
У 2019 році посіла друге місце в щорічному рейтингу найсексуальніших жінок Росії, опублікованому журналом «Maxim». У 2019 році стала найпопулярнішою акторкою року за версією сайту Кіно-Театр. Ру.

## Фільмографія
| Рік        |   | Назва                          | Роль                                |    |
| ---------- | - | ------------------------------ | ----------------------------------- | -- |
| 2009       | с | Детективи                      | Настя Усольцева                     | ру |
| 2009       | с | Слід                           | Анна Куніцина                       | ру |
| 2011       | с | Універ. Нова общага            | Ольга                               | ру |
| 2011       | с | Закрита школа                  | Христина Панфілова                  | ру |
| 2011       | с | Чоловік у мені                 | Анжела                              | ру |
| 2011       | ф | Не закінчується синє море      | Олена                               | ру |
| 2012       | с | Серце не камінь                | Галя                                | ру |
| 2012       | ф | Розповіді                      | дівчина Макса                       | ру |
| 2013       | с | Любить не любить               | Ніна                                | ру |
| 2013       | с | Обіймаючи небо                 | Женя Лугова в юності                | ру |
| 2014       | с | Інквізитор                     | Варвара Павлівна Серебрянська       | ру |
| 2014       | ф | Любить не любить               | Олена                               | ру |
| 2014       | ф | Грішник                        | Мар'яна                             | ру |
| 2014       | ф | Москва ніколи не спить         | Ксенія                              | ру |
| 2015       | ф | Батьківщина                    | Єва                                 | ру |
| 2015       | ф | Ці очі навпроти                | Неллі в молодості                   | ру |
| 2015       | с | Вижити Після                   | Марина                              | ру |
| 2016       | ф | Втекти, наздогнати, закохатися | Ніна                                | ру |
| 2016       | ф | Нічна варта                    | Дана Локис                          | ру |
| 2016 —2018 | с | Мажор                          | Катя Ігнатьєва                      | ру |
| 2016       | ф | П'яна фірма                    | породілля                           | ру |
| 2017       | ф | Гуляй, Вася!                   | Василиса (Вася)                     | ру |
| 2017       | ф | Салют-7                        | Лілія Альохіна                      | ру |
| 2017       | с | Ходіння по муках               | Ганна                               | ру |
| 2018 —2021 | с | Колишні                        | Яна                                 | ру |
| 2018       | ф | Без мене                       | Ксенія                              | ру |
| 2018       | ф | За гранню реальності           | Вероніка                            | ру |
| 2018       | ф | Російський Біс                 | Ася                                 | ру |
| 2018       | с | Заколот                        | Ліза Журавльова                     | ру |
| 2019       | с | Тріада                         | Наташа                              | ру |
| 2019       | ф | Гроза                          | Катерина Кабанова                   | ру |
| 2020       | ф | Глибше!                        | Лера                                | ру |
| 2020       | ф | Кома                           | Флай                                | ру |
| 2020       | с | Утриманки                      | Наталія                             | ру |
| 2021       | ф | Гуляй, Вася! 2                 | Василиса (Вася)                     | ру |
| 2021       | ф | Майор Грім: Чумний Доктор      | Юлія Пчолкіна, блогер і журналістка |    |
| 2021       | ф | Нефутбол                       | Даня Бєлих                          |    |
| 2021       | с | Настя, соберись!(рос.)         | Настя                               |    |
| 2022       | с | Почка                          | Наталья Кустова                     |    |
| 2022       | ф | The Тёлки(рос.)                | Віка                                |    |
| 2022       | ф | Нюрнберг                       | Лєна                                |    |